# آب‌انبار دامنه کوه چک چک
آب‌انبار دامنه کوه چک چک مربوط به دوره قاجار است و در شهرستان اردکان، جاده طبس به چک چک واقع شده و این اثر در تاریخ ۷ مهر ۱۳۸۱ با شمارهٔ ثبت ۶۳۱۵ به‌عنوان یکی از آثار ملی ایران به ثبت رسیده است.